# Сарі (Іран)
Сарі́ (перс. ساری Sārī, маз. ساری) — місто на півночі Ірану. Адміністративний центр провінції Мазендеран.
Населення міста — близько 262 тис. мешканців (2006, оцінка). Залізницею і шосе з'єднаний з Тегераном.
З промисловості розвинута очистка рису й бавовни. Чайна й тютюнова фабрики.

## Історія
Місто засноване в VI столітті до н. е.
21 березня 1782 шах Ага Мохаммед хан Каджар оголосив Сарі столицею імперії. Виникла громадянська війна, в результаті якої, Фетх Алі-шах переніс столицю в Тегеран.
Після Ісламської революції 1979 року Сарі стало місцем притулку біженців зі столиці, які пізніше там оселилися.

## Персоналії
- Хуршид Табаристанський (734—761) — останній дабуїдський правитель Табаристану.